# Aristides Lobo
Aristides da Silveira Lobo (Cruz do Espírito Santo, 12 de fevereiro de 1838 — Barbacena, 23 de julho de 1896) foi um jurista, político e jornalista republicano e abolicionista brasileiro, ao tempo do Império.

## Biografia

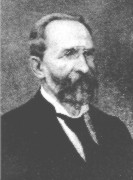

Nascido no Engenho Tabocas, era neto do tenente-coronel Francisco José da Silveira, condenado à morte por participar da Revolução Pernambucana de 1817, e filho de Manuel Lobo de Miranda Henriques e Ana Noberta da Silveira. Nasceu na Paraíba, mas passou uma parte de sua infância em Alagoas, o que confundiu alguns de seus biógrafos.
Após o curso preparatório foi feito no Colégio da Paraíba, ingressou na Faculdade de Direito de Recife, graduando-se em 1859. Chegou a exercer o cargo de promotor público e de juiz (este último em Minas Gerais), mas logo enveredou pela política, filiando-se ao Partido Liberal, tendo sido eleito deputado geral (para o Congresso Nacional do Império) por dois mandatos consecutivos (1864 a 66 e de 1867 a 70), concorrendo por Alagoas.
A 3 de dezembro de 1870 funda, ao lado de Salvador de Mendonça, Lafayette Coutinho, Pedro Soares de Meireles e Flávio Farnense o jornal A República, que passa a defender a mudança do regime, com o fim da monarquia. Neste sentido, é publicado o Manifesto republicano, pelo Clube Republicano e tem início a maciça propaganda dessas ideias por todo o país, ocupando Aristides Lobo papel de destaque dentre os que mais ardorosamente combatiam pela causa. O jornal é empastelado, três anos depois, mas o curso dos fatos veio culminar com a Proclamação da República, em 1889. Sobre esse fato, escreveu a famosa frase: 
O povo assistiu àquilo bestializado, atônito, surpreso, sem conhecer o que significava. Muitos acreditaram seriamente estar vendo uma parada.— cf. artigo escrito no dia 15, e publicado no Diário Popular de 18 de novembro de 1889.
Formado o governo provisório, Aristides é nomeado ministro do Interior, ocupando o cargo por apenas dois meses, de 15 de novembro de 1889 a 10 de fevereiro de 1890, renunciando por divergir profundamente do Marechal Deodoro da Fonseca. Elege-se, então, deputado federal, participando da constituinte, no mandato de 1891 a 1893 e, em seguida, para o Senado, de 1892 a 1896.
Colaborou em diversos jornais, do Rio de Janeiro, Recife e São Paulo.
Traduziu o Gargântua, de François Rabelais.

## Homenagens
Aristides Lobo é considerado um dos "pais" da República brasileira. Em praticamente  todas as grandes cidades, existem ruas com seu nome, além de diversos prédios públicos. Nos primórdios da Primeira República chegou a figurar num selo de 10 réis. A Academia Paraibana de Letras dedicou-lhe  o patronato de sua Cadeira número 6.